# Polyxenus macedonicus
Polyxenus macedonicus är en mångfotingart som beskrevs av Karl Wilhelm Verhoeff 1952. Polyxenus macedonicus ingår i släktet Polyxenus och familjen penseldubbelfotingar. Inga underarter finns listade i Catalogue of Life.